# Fascia
Pour les articles homonymes, voir Fascia (homonymie).

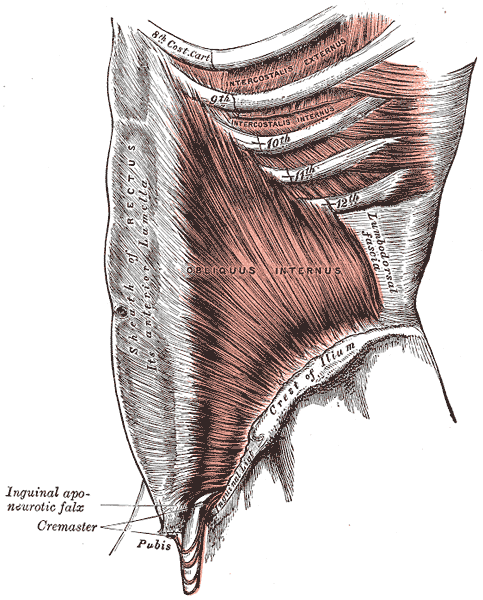
En gris à droite, fascia thoraco-lombal.

Un fascia (prononciation : \fa.sja\) est une membrane fibro-élastique qui recouvre ou enveloppe une structure anatomique. Il est composé de tissu conjonctif très riche en fibres de collagène. Les fascias, de par leurs propriétés visco-élastiques notamment, jouent un rôle biomécanique essentiel ; ils sont aussi connus pour être des structures passives de transmission des contraintes générées par l'activité musculaire ou des forces extérieures au corps.
Il a également été montré qu'ils sont capables de se contracter et d'avoir une influence sur la dynamique musculaire, et que leur innervation sensitive participait à la proprioception et à la nociception : ils sont plus riches que le muscle en terminaisons nerveuses impliquées dans la sensation de douleur.
La teneur en eau des fascias et l'acide hyaluronique jouent un rôle[évasif] dans leur souplesse et fonctionnalité.

## Historique
Le nom fascia, en latin, signifie « bandelette ». En 1799 Xavier Bichat publie une première étude anatomique des fascia sous le nom de membranes. Dans son introduction, il constate : « les membranes n'ont point été jusqu'ici un objet particulier de recherche pour les anatomistes ».
En 1858, Henry Gray propose la définition suivante du fascia : « une masse de tissu conjonctif assez importante, visible à l'œil nu et dont les fibres sont entrelacées ».
La technique chirurgicale du lambeau permet d'utiliser certains fascias en chirurgie. Des fascias peuvent aussi être utilisés pour reconstruire un tympan crevé dans l'oreille (myringoplastie). Des fascias peuvent aussi être greffés, avec un cœur par exemple.
Plus récemment, on a montré que certains messages biochimiques (hormonaux, y compris émis en condition de stress), provoquent la contraction des fascias de manière indépendante des stimuli musculaires ou nerveux.

## Éléments de définition
Le terme fascia est assez polysémique, désignant toutes les sortes de lames de tissu conjonctif, pouvant être disséquées macroscopiquement. Le Fascia Research Congress qui s'est tenu à Washington, du 17 au 21 septembre 2015 était consacré à la terminologie relative aux fascias car une utilisation indiscriminée du mot « fascia » pour désigner divers types de tissu conjonctif a pu prêter à confusion et rendre difficile la comparaison des résultats entre les études de recherche et la conclusion générale.
Pour clarifier et unifier le vocabulaire relatif aux fascias, une Fascia Research Society s'est constituée en 2014. Les auteurs qui avaient déjà contribué à améliorer la terminologie dans le Journal of Bodywork and Movement Therapies représentaient l'ostéopathie, la chiropratique, la médecine, les chercheurs en sciences fondamentales et praticiens du mouvement. Fin 2014, ils ont utilisé la méthode de Delphies pour obtenir un consensus d'experts sur la question de savoir quelles structures anatomiques inclure dans cette définition, notant que la nomenclature la plus appropriée dépendait du type d'investigation ou de perception du fascia. Une approche morphologique implique une définition plus étroite telle que celle proposée par le Comité fédératif de terminologie anatomique (FCAT) alors qu'une approche des aspects fonctionnels s'intéressant par exemple à la transmission de force ou aux capacités sensorielles des fascias plaide pour une définition plus large. Ce travail a conclu qu'il fallait différencier deux notions :
- « le fascia », mot qui décrit « une gaine, une feuille ou un certain nombre d'autres agrégats pouvant être disséqués, tissu conjonctif qui se forme sous la peau, pour attacher, enfermer, séparer les muscles et autres organes internes » ; cette définition est uniquement anatomique, elle permet notamment d'isoler ces couches parmi les tissus d'un cadavre et d'y effectuer des analyses histologiques et morphologiques, elle permet aussi de prélever des échantillons de fascias lors d'une chirurgie afin d'évaluer si elles sont pathologiquement altérées, ou de les étudier chez des sujets vivants par l'imagerie. Les résultats d'études anatomiques faites par des auteurs différents seront plus comparables[12] ;
- « le système fascial », notion nécessaire pour les cliniciens étudiant ou manipulant les fonctions du réseau fascial global lors du mouvement. Ces derniers ne se contentent pas de la définition du fascia, car celle-ci exclut des tissus jouant un rôle dans les interconnexions entre fascias, tels les capsules articulaires, aponévroses, tendons, ligaments et tissus conjonctifs intramusculaires (Schleip et al., 2012). Myers en 2014 notait aussi que la distinction palpatoire entre par ex. le fascia transversalis et le péritoine pariétal intéresse la recherche mais sont en réalité unis ; ils bougent et réagissent ensemble. Le second terme (« système fascial ») permet d'inclure les notions de transmission de force, de fonctions sensorielles ou encore de gestion de la cicatrisation qui sous-tendent des interactions entre réseaux de tissus interdépendants et formant un tout complexe, tous collaborant pour effectuer un mouvement[12].

Dans la littérature, on peut distinguer :
- le fascia superficiel (ou tissu sous-cutané), qui constitue la couche profonde de la peau ;
- le fascia profond, une lame fibreuse sur laquelle repose le fascia superficiel et qui sépare les muscles superficiels du tissu sous-cutané[14] ;
- les fascias internes, qui comblent les espaces entre divers organes ;
- les fascias viscéraux, qui correspondent à la tunique externe de certains viscères, sur les surfaces non recouvertes de séreuse[15].

Le fascia superficiel et les fascias internes sont constitués de tissu conjonctif lâche, tandis que le fascia profond et les fascias viscéraux sont composés de tissu conjonctif dense.
On peut également distinguer le fascia musculaire, qui est une formation de tissu conjonctif dense entourant un muscle, et qui est au contact de l'épimysium.
Plus restrictivement, le mot fascia peut désigner la membrane de tissu conjonctif fibreux séparant les plans tégumentaires des plans profonds d'un segment du corps : fascia profond ; portant le nom de la partie du corps concernée (ex. : fascia brachial).

## Classification
La classification présentée ici correspond à celle retenue dans la Terminologia Anatomica (TA2) qui diffère de la version TA98.
Les fascias comprennent :
- les fascias musculaires ;
- les fascias des cavités.

### Fascia musculaire
Les fascias musculaires sont les membranes conjonctives fibreuses rattachés au muscles. Ils constituent des fascias d'enveloppement d'un ou plusieurs muscles, souvent nommées aponévroses dans la littérature.
Ils constituent, par épaississement, les septums intermusculaires séparant les loges musculaires.
Ils peuvent former des arcades fibreuses qui maintiennent les tendons contre les structures osseuses : les rétinaculums.

### Fascia des cavités
Les fascias des cavités corporelles sont les couches de tissu conjonctif qui tapissent et soutiennent les structures internes des cavités du corps comme dans les cavités thoracique, abdominale ou pelvienne.
Les fascias viscéraux enveloppent les organes et les fascias pariétaux séparent les organes de la paroi musculo-squelettique.
Au niveau de la cavité abdominale et de la cavité pelvienne, le fascia extrapéritonéal sépare le fascia pariétal de la paroi musculaire et s'y attache par des ligaments extrapéritonéaux.

## Formation embryonnaire
Les fascias sont issus d’un même feuillet embryonnaire : le mésoderme.

## Rôle des fascias
- rôle biomécanique [2]. Les fascias innervés (plus de 80% des terminaisons nerveuses libres[17]) et vascularisés permettent entre autres le passage du liquide lymphatique[18]. Leurs capacités de contraction  pourraient augmenter les tensions corporelles et pourraient être liée à des perte de mobilité (adhérence).
- rôle de production de substances : collagène, élastine, fibres conjonctives lâches.
- rôle de communication non neuronal à l'échelle du corps[19].
- rôle isolant : les fascias permettent l’isolation d'hématomes, de pus ou d'inflammation[20].
- autres rôles. D'autres rôles sont actuellement étudiés par différentes disciplines à la suite de la découverte relativement récente de leur importance.

Ces rôles sont étudiés au Canada dans les formations d'ostéopathie dans des écoles agréées par le Ministère de la Santé (en 5 ans), et dans les formations des médecins et les kinésithérapeutes (« Diplôme d'Université de Fasciathérapie » en 3 ans).

## Pathologie
- Le fascia peut s’enflammer, entraînant une fasciite voire une fibrose.
- Une déchirure des fascias est possible à l'occasion d'un effort intense (sportif notamment)[21].
- Hypothèse est faite que les fascias pourraient présenter des contractures[22].
- Les fascias joueraient un rôle primordial dans l'apparition du mal de dos[23].

## Fascia du corps humain

### Tête
- Fascia cervical
- Fascia massétérique
- Fascia temporal

### Membres supérieurs
- Fascia antébrachial
- Fascia brachial
- Fascia clavi-pectoro-axillaire
- Fascia infraspinatus
- Fascia supraspinatus

### Membres inférieurs
- Fascia lata
- Fascia cribrosa
- Fascia plantaire

### Thorax
- Fascia pectoral
- Fascia clavi-pectoro-axillaire
- Fascia thoracique
- Fascia endothoracique

### Dos
- Fascia thoraco-lombal

### Abdomen
- Fascia rénal

### Vidéographie
- « Les alliés cachés de notre organisme - Les fascias », ARTE, Kirsten Esch, Allemagne, 2017
- SED'in FRANCE, « Xenius - Indispensables fascias - ARTE », sur YouTube, 28 novembre 2019 (consulté le 24 juillet 2021).